# (7380) 1981 RF
(7380) 1981 RF — астероїд головного поясу, відкритий 3 вересня 1981 року.
Тіссеранів параметр щодо Юпітера — 3,481.